# Petite Rocks
Petite Rocks är en kulle i Antarktis. Den ligger i Västantarktis. Argentina och Storbritannien gör anspråk på området. Toppen på Petite Rocks är 1 181 meter över havet.
Terrängen runt Petite Rocks är lite kuperad. Trakten är obefolkad. Det finns inga samhällen i närheten. 